# Gălăbovo, Plovdiv
Gălăbovo (în bulgară Гълъбово) este un sat în Obștina Kuklen, Regiunea Plovdiv, Bulgaria.

## Demografie
Componența etnică a satului Gălăbovo
     Bulgari (100%)
     Nicio identificare (0%)
     Altele (0%)
La recensământul din 2011, populația satului Gălăbovo era de 183 locuitori. Din punct de vedere etnic, majoritatea locuitorilor (100,0%) erau bulgari. Pentru 0,0% din locuitori nu este cunoscută apartenența etnică.